# Platambus maculatus
Platambus maculatus är en skalbaggsart som först beskrevs av Carl von Linné 1758.  Platambus maculatus ingår i släktet Platambus och familjen dykare. Arten är reproducerande i Sverige. Inga underarter finns listade i Catalogue of Life.

## Bildgalleri

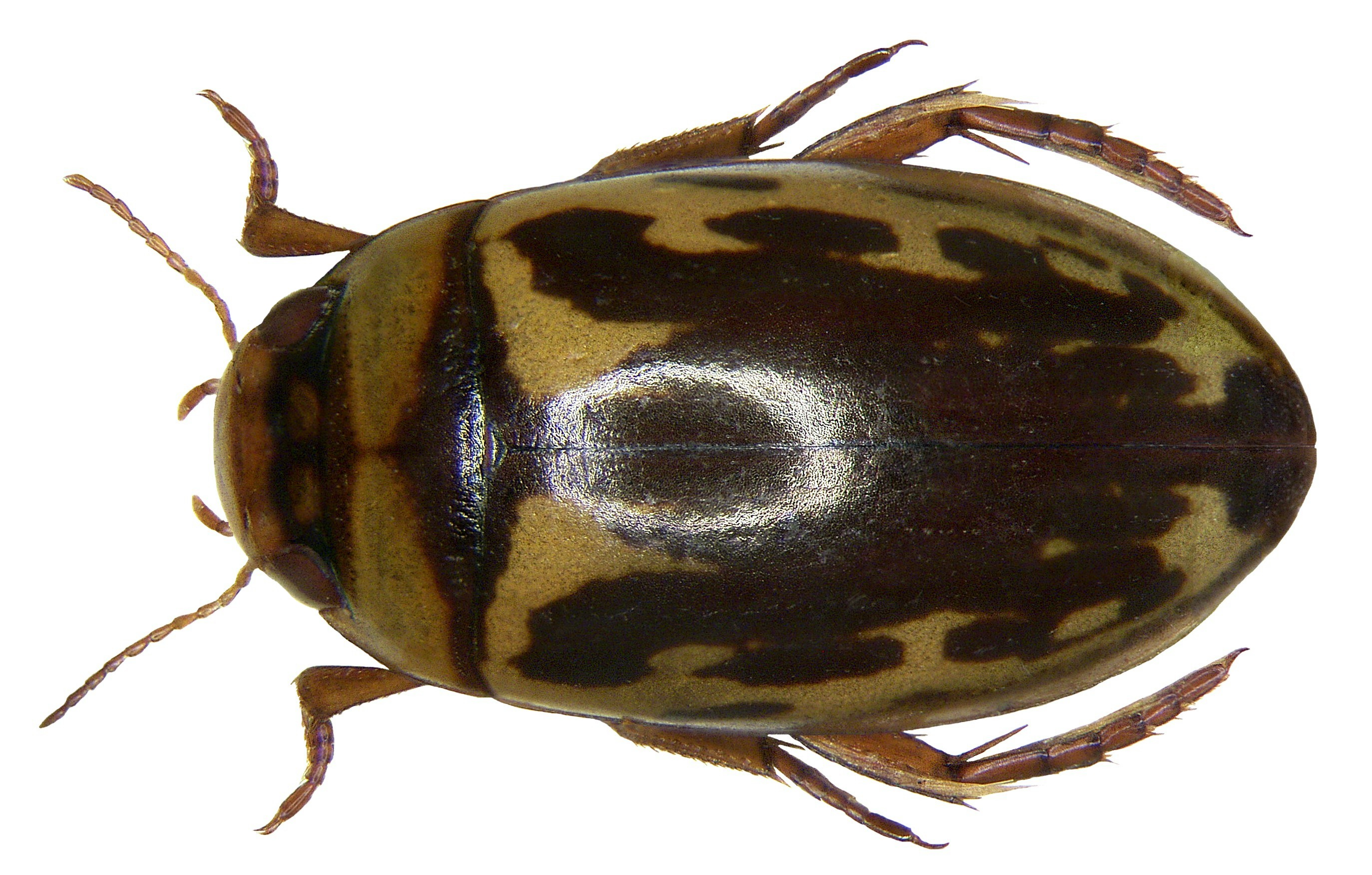
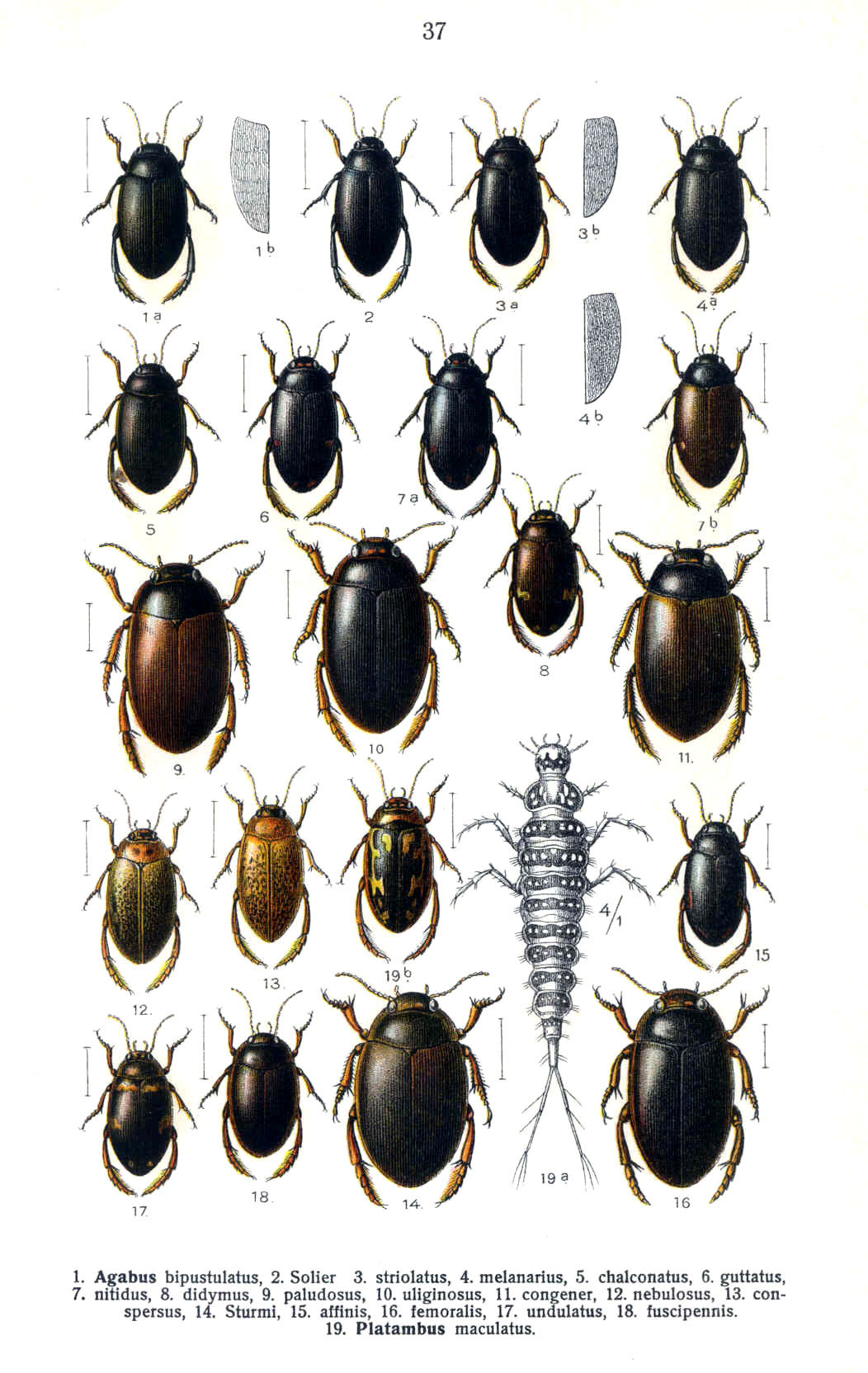
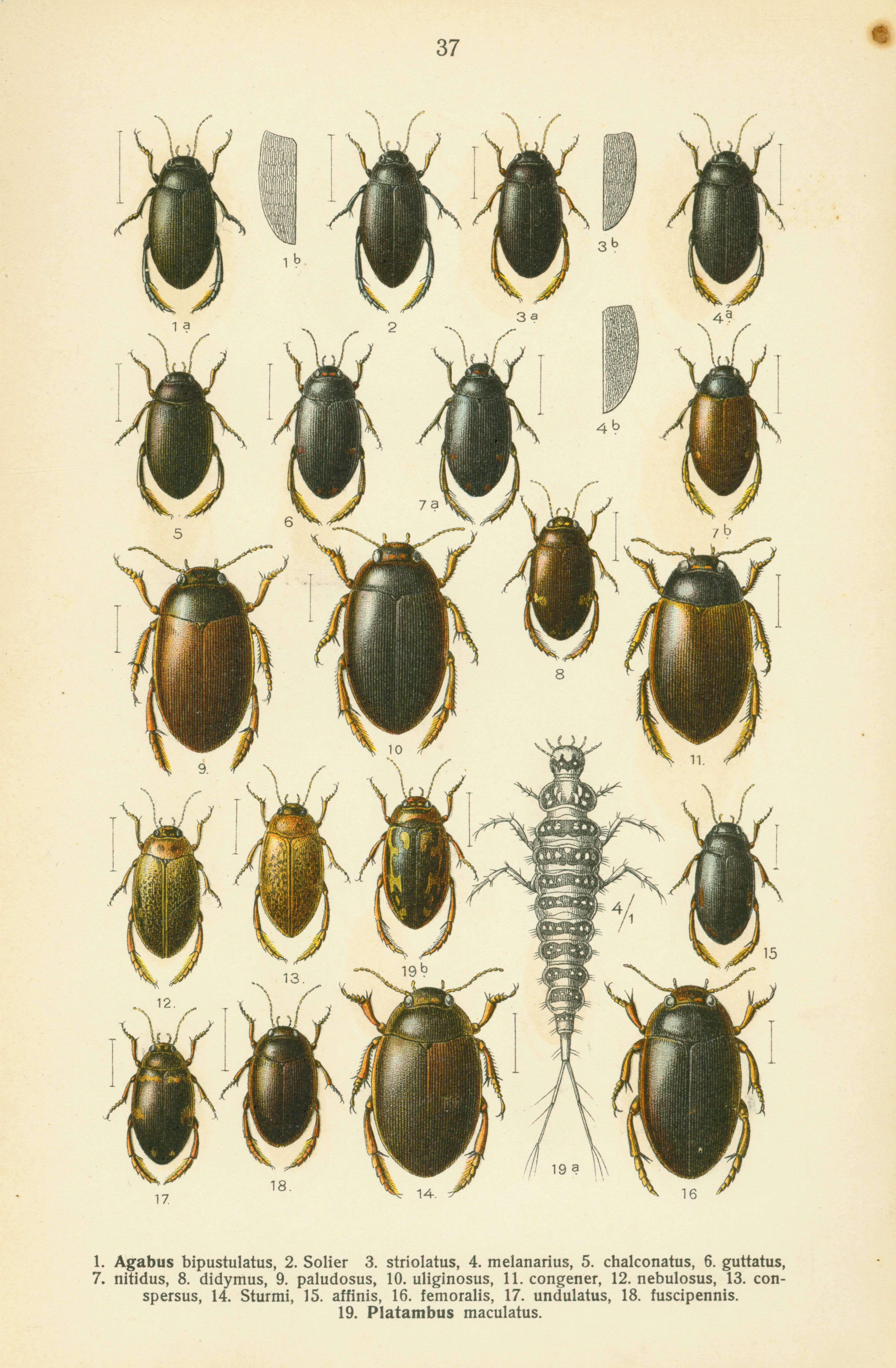